# Toful de Vallirana
Cristófol Comas y Pau (Vallirana, Barcelona, 1802-Masquefa, 5 de octubre de 1855), más conocido como Toful de Vallirana fue un carpintero y comandante carlista que participó en la primera y segunda guerra carlista, actuando principalmente en las montañas de Ordal y el Panadés.

## Biografía
Toful nació en Vallirana, en 1802. Fue carpintero de oficio, casó con Francesca Barga. Puede que el asesinato del obispo de Vic el 15 de abril de 1823 le influenciara en sus pensamientos carlistas. Se dedicaba a asaltar diligencias cuando pasaban por tramos de montaña. Sus recompensas las escondía en cuevas, también falsificaba monedas, en la cova de l'Avi se han encontrado restos de material de falsificación de monedas de época carlista, que podrían tener alguna relación con este personaje.

### Muerte

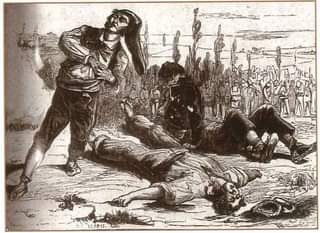
Ilustración del fusilamiento de las tropas de Toful en San Andrés de la Barca, 6 de octubre de 1855.

El 5 de octubre de 1855, a las 3 de la madrugada, un traidor de Toful aviso a los liberales que él junto a veinte y tantos hombres se acercaban a Masquefa por la riera de la Pierola. Inmediatamente, se avisó al comandante de San Sadurní, Jeroni Roca, quien envió 86 nacionales a Masquefa. El alcalde de Esparreguera, Jaume Duran, salió junto a 89 nacionales, a quien luego se le sumaron 50 hombres de Vilafranca y doce del regimiento de caballería Calatrava, dirigidos por Josep Casalis.
Por la mañana las tropas rodearon la casa en la que se resguardaba Toful y sus hombres, según las fuentes orales, fue en la antigua casa de Cal Pujades de l'Era. Al verse acorralados sacaron un palo con una camisa blanca y pidieron cuartel a los liberales, el comandante Casalis se negó a tener piedad por los cabecillas y advirtió que no tendrían más de dos minutos para rendirse. Los 3 comandantes al escuchar esto decidieron escapar por la puerta trasera, los únicos en salir fueron Toful, Agustí Cid y Antoni Estrada; Toful al salir se encontró con tres nacionales que acabaron con él, el segundo también murió inmediatamente y el último a las dos horas por herida de bala. Los 24 hombres restantes fueron detenidos fuera de la casa y fusilados al día siguiente en San Andrés de la Barca.